# Rhopus gramineus
Rhopus gramineus är en stekelart som beskrevs av Hayat 1970. Rhopus gramineus ingår i släktet Rhopus och familjen sköldlussteklar. Inga underarter finns listade i Catalogue of Life.